# Primera División 1997 (Cile)
L'edizione 1997 della Primera División è stata l'66ª edizione del massimo torneo calcistico cileno. Si è svolto nell'arco dell'intero anno solare con la formula dei tornei di Apertura e Clausura, vinti rispettivamente dall'Universidad Católica (7º titolo) e dallo Colo-Colo (21º titolo).

## Squadre partecipanti
| Club                 | Città                   | Stadio                             |
| -------------------- | ----------------------- | ---------------------------------- |
| Audax Italiano       | La Florida, Santiago    | Estadio Municipal de La Florida    |
| Cobreloa             | Calama                  | Estadio Municipal de Calama        |
| Colo-Colo            | Macul, Santiago         | Estadio Monumental David Arellano  |
| Coquimbo Unido       | Coquimbo                | Estadio Francisco Sánchez Rumoroso |
| Dep. Antofagasta     | Antofagasta             | Estadio Regional de Antofagasta    |
| Dep. Concepción      | Concepción              | Estadio Municipal de Concepción    |
| Dep. La Serena       | La Serena               | Estadio La Portada                 |
| Deportes Temuco      | Iquique                 | Estadio Germán Becker              |
| Dep. Puerto Montt    | Puerto Montt            | Estadio Regional de Chinquihue     |
| Huachipato           | Talcahuano              | Estadio CAP                        |
| Palestino            | La Cisterna, Santiago   | Estadio Municipal de La Cisterna   |
| Osorno               | Osorno                  | Estadio Rubén Marcos Peralta       |
| Santiago Wanderers   | Valparaíso              | Estadio Regional Chiledeportes     |
| Unión Española       | Independencia, Santiago | Estadio Santa Laura                |
| Universidad Católica | Las Condes, Santiago    | Estadio San Carlos de Apoquindo    |
| Universidad de Chile | Ñuñoa, Santiago         | Estadio Nacional de Chile          |

## Torneo Apertura
Il torneo di Apertura 1997 è iniziato il 15 febbraio 1997 e si è concluso il 10 luglio con la vittoria dell'Universidad Católica.

### Classifica finale
| Pos. | Squadra               | G  | V  | N | S  | GF | GS | DR  | P  |
| ---- | --------------------- | -- | -- | - | -- | -- | -- | --- | -- |
| 1    | Universidad Católica  | 15 | 11 | 4 | 0  | 36 | 13 | 23  | 37 |
| 2    | Colo-Colo             | 15 | 11 | 4 | 0  | 27 | 12 | 15  | 37 |
| 3    | Universidad de Chile  | 15 | 8  | 6 | 1  | 31 | 14 | 17  | 30 |
| 4    | Deportes Temuco       | 15 | 7  | 1 | 7  | 26 | 18 | 8   | 22 |
| 5    | Cobreloa              | 15 | 6  | 4 | 5  | 26 | 22 | 4   | 22 |
| 6    | Deportes Concepción   | 15 | 6  | 4 | 5  | 21 | 26 | -5  | 22 |
| 7    | Huachipato            | 15 | 5  | 5 | 5  | 20 | 17 | 3   | 20 |
| 8    | Coquimbo Unido        | 15 | 6  | 2 | 7  | 28 | 26 | 2   | 20 |
| 9    | Santiago Wanderers    | 15 | 4  | 8 | 3  | 24 | 24 | 0   | 20 |
| 10   | Deportes La Serena    | 15 | 5  | 3 | 7  | 23 | 25 | -2  | 18 |
| 11   | Provincial Osorno     | 15 | 3  | 8 | 4  | 16 | 18 | -2  | 17 |
| 12   | Palestino             | 15 | 4  | 4 | 7  | 12 | 24 | -12 | 16 |
| 13   | Audax Italiano        | 15 | 3  | 3 | 6  | 21 | 24 | -3  | 15 |
| 14   | Unión Española        | 15 | 4  | 1 | 10 | 15 | 35 | -20 | 13 |
| 15   | Deportes Puerto Montt | 15 | 2  | 4 | 9  | 18 | 29 | -11 | 10 |
| 16   | Deportes Antofagasta  | 15 | 2  | 2 | 11 | 14 | 31 | -17 | 8  |

|  | Gioca finale per il campionato |

#### Finale
| Arbitro: | Mario Sánchez |

|           |           |  |
| Basay 90’ | Marcatori |  |

| Arbitro: | Luis Mariano Peña |

|                                   |                  |  |
| Acosta 2’ Bisconti 23’ Lunari 81’ | Marcatori        |  |
|                                   | Tiri di rigore – |  |

### Classifica marcatori
| Gol |  |  | Giocatore            | Squadra              |
| --- |  |  | -------------------- | -------------------- |
| 15  |  |  | David Bisconti       | Universidad Católica |
| 11  |  |  | Walter Otta          | Dep. Puerto Montt    |
| 10  |  |  | Alberto Acosta       | Universidad Católica |
| 9   |  |  | Sergio Gioino        | Osorno               |
| 9   |  |  | Rodrigo Barrera      | Universidad de Chile |
| 8   |  |  | Pedro González       | Cobreloa             |
| 7   |  |  | Juan Carlos Madrid   | Coquimbo Unido       |
| 7   |  |  | Richart Báez         | Universidad de Chile |
| 6   |  |  | Ivo Basay            | Colo-Colo            |
| 6   |  |  | Fernando Vergara     | Colo-Colo            |
| 6   |  |  | Juan Castillo        | Deportes Temuco      |
| 6   |  |  | Jorge Contreras      | Santiago Wanderers   |
| 5   |  |  | Hugo Brizuela        | Audax Italiano       |
| 5   |  |  | Rodrigo Delgado      | Audax Italiano       |
| 5   |  |  | Jaime Riveros        | Cobreloa             |
| 5   |  |  | Mario Lagos          | Dep. Concepción      |
| 5   |  |  | Francisco Pinto      | Dep. La Serena       |
| 5   |  |  | Alejandro Chilindrón | Deportes Temuco      |
| 5   |  |  | Hugo Bravo           | Deportes Temuco      |
| 5   |  |  | Marcelo Fracchia     | Deportes Temuco      |
| 5   |  |  | Franz Arancibia      | Huachipato           |
| 5   |  |  | Reinaldo Navia       | Santiago Wanderers   |

## Torneo Clausura
Il torneo di Clausura 1997 è iniziato il 30 luglio 1997 ed è terminato il 21 dicembre con la vittoria del Colo-Colo.

### Classifica
| Pos. | Squadra               | G  | V  | N | S | GF | GS | DR  | P  |
| ---- | --------------------- | -- | -- | - | - | -- | -- | --- | -- |
| 1    | Colo-Colo             | 15 | 11 | 2 | 2 | 33 | 19 | 14  | 35 |
| 2    | Universidad Católica  | 15 | 9  | 3 | 3 | 25 | 15 | 10  | 30 |
| 3    | Audax Italiano        | 15 | 9  | 2 | 4 | 31 | 16 | 15  | 29 |
| 4    | Universidad de Chile  | 15 | 7  | 5 | 3 | 36 | 17 | 19  | 26 |
| 5    | Cobreloa              | 15 | 7  | 4 | 4 | 28 | 17 | 11  | 25 |
| 6    | Deportes Puerto Montt | 15 | 7  | 3 | 5 | 21 | 19 | 1   | 24 |
| 7    | Provincial Osorno     | 15 | 5  | 6 | 4 | 19 | 15 | 4   | 21 |
| 8    | Coquimbo Unido        | 15 | 5  | 5 | 5 | 14 | 13 | 1   | 20 |
| 9    | Deportes La Serena    | 15 | 5  | 4 | 6 | 21 | 20 | 1   | 19 |
| 10   | Palestino             | 15 | 5  | 2 | 8 | 13 | 21 | -8  | 17 |
| 11   | Deportes Antofagasta  | 15 | 5  | 2 | 8 | 15 | 27 | -12 | 17 |
| 12   | Huachipato            | 15 | 4  | 4 | 7 | 13 | 22 | -9  | 16 |
| 13   | Unión Española        | 15 | 4  | 3 | 8 | 22 | 27 | -5  | 15 |
| 14   | Deportes Temuco       | 15 | 4  | 3 | 8 | 18 | 31 | -13 | 15 |
| 15   | Santiago Wanderers    | 15 | 2  | 5 | 8 | 13 | 26 | -13 | 11 |
| 16   | Deportes Concepción   | 15 | 2  | 5 | 8 | 15 | 32 | -17 | 11 |

|  | Campione. Qualificata alla Coppa Libertadores 1998 |

### Classifica marcatori
| Gol |  |  | Giocatore        | Squadra              |
| --- |  |  | ---------------- | -------------------- |
| 10  |  |  | Rubén Vallejos   | Dep. Puerto Montt    |
| 10  |  |  | Richart Báez     | Universidad de Chile |
| 9   |  |  | Hugo Brizuela    | Audax Italiano       |
| 7   |  |  | Marcos Lencina   | Osorno               |
| 7   |  |  | David Bisconti   | Universidad Católica |
| 7   |  |  | Rodrigo Barrera  | Universidad de Chile |
| 7   |  |  | Mauricio Giganti | Unión Española       |
| 6   |  |  | Carlos Guirland  | Audax Italiano       |
| 6   |  |  | Ivo Basay        | Colo-Colo            |
| 6   |  |  | Héctor Tapia     | Colo-Colo            |
| 6   |  |  | José Luis Sierra | Colo-Colo            |
| 6   |  |  | Juan Castillo    | Deportes Temuco      |
| 5   |  |  | Mauricio Illesca | Audax Italiano       |
| 5   |  |  | Gonzalo Belloso  | Cobreloa             |
| 5   |  |  | Manuel Neira     | Colo-Colo            |
| 5   |  |  | Juan Carreño     | Dep. Concepción      |
| 5   |  |  | Marcelo Corrales | Palestino            |
| 5   |  |  | Esteban Valencia | Universidad de Chile |

## Piazzamenti nelle coppe e retrocessioni

### Classifica complessiva
| Pos. | Squadra               | G  | V  | N  | S  | GF | GS | DR  | P  |
| ---- | --------------------- | -- | -- | -- | -- | -- | -- | --- | -- |
| 1    | Colo-Colo             | 30 | 22 | 6  | 2  | 60 | 31 | 29  | 72 |
| 2    | Universidad Católica  | 30 | 20 | 7  | 3  | 61 | 28 | 33  | 67 |
| 3    | Universidad de Chile  | 30 | 15 | 11 | 4  | 67 | 31 | 36  | 56 |
| 4    | Cobreloa              | 30 | 13 | 8  | 9  | 54 | 39 | 15  | 47 |
| 5    | Audax Italiano        | 30 | 12 | 8  | 10 | 51 | 40 | 9   | 44 |
| 6    | Coquimbo Unido        | 30 | 11 | 8  | 11 | 43 | 39 | 4   | 41 |
| 7    | Provincial Osorno     | 30 | 8  | 14 | 8  | 35 | 33 | 2   | 38 |
| 8    | Deportes La Serena    | 30 | 10 | 7  | 13 | 44 | 45 | -1  | 37 |
| 9    | Deportes Temuco       | 30 | 11 | 4  | 15 | 44 | 49 | -5  | 37 |
| 10   | Huachipato            | 30 | 9  | 9  | 12 | 33 | 39 | -6  | 36 |
| 11   | Palestino             | 30 | 9  | 6  | 15 | 25 | 45 | -20 | 33 |
| 12   | Deportes Concepción   | 30 | 8  | 9  | 13 | 36 | 58 | -22 | 33 |
| 13   | Deportes Puerto Montt | 30 | 8  | 8  | 14 | 39 | 49 | -10 | 32 |
| 14   | Santiago Wanderers    | 30 | 6  | 13 | 11 | 37 | 50 | -13 | 31 |
| 15   | Unión Española        | 30 | 8  | 4  | 18 | 37 | 62 | -24 | 28 |
| 16   | Deportes Antofagasta  | 30 | 7  | 4  | 19 | 29 | 58 | -19 | 25 |

|  | Retrocessa in Primera B |

### Verdetti
- Qualificate alla Coppa Libertadores 1998:

 Universidad Católica - Campione Torneo Apertura
 Colo-Colo - Campione Torneo Clausura
- Retrocesse in Primera B:

 Unión Española
 Dep. Antofagasta